# Kate Bushová
Kate Bushová, rodným jménem Catherine Bush, (* 30. července 1958, Bexleyheath, Kent, Anglie) je anglická zpěvačka, hudebnice, producentka a skladatelka. Mezi její hity patří např. skladby: „Wuthering Heights“, „Babooshka“, „Running Up That Hill“, „Cloudbusting“, „The Sensual World“, „Don't Give Up“ (duet s Peterem Gabrielem) a „King of the Mountain“. V roce 2022 se díky čtvrté řadě seriálu Stranger Things znovu dostala do povědomí její píseň „Running Up That Hill.“

## Diskografie

### Studiová alba
- The Kick Inside (1978)
- Lionheart (1978)
- Never for Ever (1980)
- The Dreaming (1982)
- Hounds of Love (1985)
- The Sensual World (1989)
- The Red Shoes (1993)
- Aerial (2005)
- Director's Cut (2011)
- 50 Words for Snow (2011)